# Didymos z Aleksandrii (młodszy)
Didymos z Aleksandrii – pisarz agronomiczny tworzący pod koniec IV lub na początku V wieku. Jest autorem niezachowanego traktatu Georgiki (Rolnictwo), liczącego 15 ksiąg.
Didymos pochodził z Aleksandrii. Istnieje domniemanie, że mógł być lekarzem, a prócz Georgik także autorem innego dzieła, noszącego tytuł Osiem tomów i traktującego o środkach leczniczych.
Georgiki są wymienione w Księdze Suda, a ponadto stanowią jedno z głównych źródeł w traktacie Geoponika Kassianusa Bassusa. Z dzieła Didymosa zaczerpnięto tam 100 rozdziałów; przytoczone porady często dotyczą różnych zabiegów symboliczno-magicznych i ukazują wpływy tradycji ludowej. Widać też oddziaływanie chrześcijaństwa, w niektórych ustępach łączące się z kulturą jeszcze pogańską, co jest świadectwem charakterystycznego dla tamtej epoki synkretyzmu.
W wielu fragmentach przytoczonych w Geoponikach znajdują się sformułowania w rodzaju „jedni twierdzą”, „drudzy sądzą”. Nie wiadomo jednak, czy Georgiki były kompilacją wyimków z innych pisarzy, czy też własną pracą Didymosa, jedynie inspirowaną bogatą lekturą.